# Emmy Zweybrück
Emmy Zweybrück, geborene Emma Zweybrück, verheiratete Emmy Zweybrück-Prochaska, (geboren am 4. April 1890 in Wien; gestorben am 3. Juni 1956 in New York City) war eine österreichisch-amerikanische Gebrauchsgrafikerin, Textildesignerin und Kunstpädagogin. Sie war Mitglied der zahlreicher österreichischer, deutscher und amerikanischer Künstlervereinigungen und arbeitete u. a. für die Wiener Werkstätte.

## Leben und Werk
Am 4. April 1890 wurde Emma Zweybrück als Tochter von Emma Anna, geb. Wisinger (1854–1914) und Moritz Zweybrück (1848–1907) in Wien geboren. Nach Abschluss der schulischen Ausbildung begann sie 1908 ein fünfjähriges Studium an der Kunstgewerbeschule Wien. Zu ihren Lehrern zählten u. a. der Typograf und Grafikdesigner  Rudolf von Larisch, der Maler und Designer Koloman Moser sowie die Textildesignerin  Rosalia Rothansl.
Emmy Zweybrück spezialisierte sich auf das Entwerfen von Stoffmustern, Tapeten, Schmuck- und Packapieren sowie Visitenkarten und Werbeanzeigen. Für die Wiener Werkstätte entwarf sie Postkarten und textile Objekte, wie Fächer, Kissen, Taschen und Schals. Von ihr sind auch Entwürfe für Kinderspielzeug und Illustrationen von Kinderbüchern überliefert. 1913 eröffnete sie die Werkstätte Emmy Zweybrück. 1914 heiratete sie den promovierten Juristen Ernst Prochaska.
Ihrer Werkstätte gliederte sie 1915 die Kunstgewerbliche Privatlehranstalt Emmy Zweybrück-Prochaska an. Die private Schule bot eine Ausbildung auf allen Gebieten des Kunstgewerbes mit Schwerpunkt Textildesign und Spielzeuggestaltung an. In der Lehranstalt war auch die Typografin Hertha Larisch-Ramsauer, die Ehefrau ihres Lehrers Rudolf von Larisch tätig. Die Firma Zweybrück arbeitete in der Zwischenkriegszeit u. a. für die Vereinigten Werkstätten München, die Wiener Tapetenmanufaktur Max Schmidt und die Papierfabriken Aida und Altmann & Kühne.
Emmy Zweybrück hielt Anfang der 1930er Jahre in den Vereinigten Staaten zahlreiche Vorträge über das österreichische Kunstgewerbe. Für die von Elma Pratt gegründete International School of Arts leitete sie gemeinsam mit Joseph Binder die Wiener Ateliers der Schule und unterrichtete die amerikanischen Studenten. In dieser Zeit arbeitete sie mit dem Verlag Otto Beyer in Leipzig zusammen und fertigte für Kinderbücher Illustrationen an.
1939 emigrierte die Familie nach Auflösung der Werkstätte und der Lehranstalt Zweybrück-Prochaska in die Vereinigten Staaten. In Amerika entwarf sie u. a. Gebrauchsgrafik für das Warenhaus Macy’s und Rena Rosenthal.  1943 übernahm sie die Prang Textile Studios der American Crayon Company. Im Jahr 1945 richtete sie im Rockefeller Center in New York ein Demonstrationsstudio ein. Anfang der 1950er Jahre war sie als Herausgeberin der American Crayon Zeitschrift Everyday Art tätig.
Am 3. Juni 1956 starb Emmy Zweybrück-Prochaska in New York.

## Rezeption
Ihre Entwürfe für die Wiener Werkstätten sind heute in renommierten Kunst- und Designmuseen im In- und Ausland zu finden, unter anderem im Museum für Angewandten Kunst Wien, im National Museums of Scotland in Edinburgh, der Glasgow School of Art, der Dundee University und der Robert Gordon University in Aberdeen.
Emmy Zweybrück-Prochaska war Mitglied zahlreicher Künstlervereinigungen, u. a. des Österreichischen und Deutschen Werkbundes, der Wiener Frauenkunst, der Vereinigung bildender Künstlerinnen Österreichs, der National Art Education Association, der Alumni Society des California College of Arts and Crafts der Washington Art Association und dem American Institute of Grafic Arts. Ihre Entwürfe wurden auf internationalen Kunstausstellungen ausgezeichnet, u. a. 1925 mit einer Goldmedaille auf der Exposition Internationale des Arts Décoratifes in Paris und 1934 auf der Ausstellung 50 Jahre Wiener Kunstgewerbeverein.

## Ausstellungen (Auswahl)
- Ausstellung österreichisches Kunstgewerbe (1909/10; 1911/12; 1913/1914)
- Werkbundausstellung Köln (1914)
- BUGRA, Leipzig (1914)
- Modeausstellung
- Deutsche Gewerbeschau München (1922)
- Die Form. Werkbundausstellung Stuttgart (1924)
- Exposition Internationale des Arts Décoratifes, Paris 1925
- Deutsche Frauenkunst (1925)
- Wiener Frauenkunst, Neue Burg (1930)
- Mostra internazionale di arta decorativa, Monza (1930)
- Österreichische Werkbundausstellung (1930)
- Hagenbund  (1931)
- Triennale, Mailand (1933)
- Austria in London, (1934)
- 50 Jahre Wiener Kunstgewerbeverein 1934
- Neuer Werkbund Österreich (1935)

## Arbeiten (Auswahl)
- Der Rosenkavalier (Bucheinband, 1910)
- Hugo Wolf Haus in Perchtoldsdorf (1913)[5]
- Mädchen mit Blumen im Haar[6]
- Weihnachtsbuch (1918)
- Der Spielzeugschrank (Illustration, 1934)
- Come and Play (Buch, 1935)
- Children and Animals (Buch 1935)
- The Stencil Book (1937)
- Hands at Work (Buch 1946)
- The style of American Crayon (1955)